# 犹存社
犹存社（ゆうぞんしゃ）是一個以國家改造為目標的國家社會主義右翼組織，領導者是大川周明和滿川龜太郎，主要觀點是在支持天皇制的前提下發展國家社會主義。其名称取自唐代诗人魏征的《述怀》中“中原還逐鹿，投筆事戎軒，縱橫計不就，慷慨志猶存”、陶淵明的「雖三徑就荒松菊猶存」句。

## 歷史
1919年8月，剛剛寫完《國家改造案原理大綱》的北一輝，被親自到上海拜訪的大川周明邀請回國。1920年1月，猶存社召開大會正式成立。猶存社的成員大多是由大川周明和滿川龜太郎成立的“老社會/老莊會”的會員。而且不管是酒井俊彥等左派還是高畑元之等國家社會主義者，以及大川周明和満川亀太郎等汎亞洲主義者和民族主義者，都參加了猶存社。
1920年9月，出版《雄叫》雜誌。這本雜誌在阻止裕仁王子的歐洲旅行和對暗殺安田善治郎和原敬等事件中產生了很大的影響。此外，還影響了學生運動，產生了日の会（東京帝國大學）、猶興学会（京都帝國大學）、東光會（第五高等學校）、光の会（慶應義塾大學）、烽の会（札幌農業學校）、潮の会（早稻田大學）、魂の会（拓殖大學）等組織。後來大川周明和北一輝有了理念上的分歧，於是在1923年3月，猶存社解散。1925年，大川與滿川和安岡正弘組又成了行治社。另一方面，受北一輝影響的清水行之助組建了大化会和大行社，並由岩田富美夫擔任大化会會長。

## 綱領
- 建設革命的大帝國
- 發揚國民精神的創造力
- 倡導道義的對外政策
- 組織能擔當及解放亞洲任務的大軍團
- 對各國政治改革概況的報導進行解析及研究
- 鍛煉出能擔當國家棟樑的人才[2]

## 來源
1. ↑  満川 亀太郎. . 論創社. 2013-11-01: 216. ISBN 978-4846012854.
2. ↑  黄自进. . 中央研究院近代史研究所. 2001: 223. ISBN 9576717566.